# خط مرزی نظامی

خط مرزبندی نظامی در منطقه غیرنظامی کره.

خط مرزی نظامی (MDL) که گاهی به آن خط آتش‌بس نیز گفته می‌شود، مرز زمینی یا خط مرزی بین کره شمالی و کره جنوبی است. در دریای زرد، دو کره توسط یک «خط مرزبندی نظامی» دریایی و مرز دریایی به نام خط حد شمالی (NLL) که توسط فرماندهی سازمان ملل در سال ۱۹۵۳ ترسیم شد، تقسیم می‌شوند. NLL توسط توافقنامه آتش‌بس کره تعریف نشده‌است.
در اول نوامبر ۲۰۲۲ ارتش کره شمالی حداقل ۱۰ موشک از سواحل شرقی و غربی خود شلیک کرد که یکی از آنها در جنوبی‌ترین حد ممکن در نزدیکی مرز آبی در امتداد این مرز پرتشنج در دریا فرود آمد.
در ۱۶ اکتبر ۲۰۱۸، دولت‌های کره شمالی و جنوبی موافقت کردند که به افراد محلی و گردشگران اجازه دهند از منطقه امنیتی مشترک خط مرزی نظامی پس از پاکسازی پرسنل عبور کنند.
در ۳۰ نوامبر ۲۰۱۸، به دنبال حذف پست‌های نگهبانی «خط مقدم» و مین‌های Arrowhead Hill، حمل‌ونقل ریلی بین کره شمالی و کره جنوبی که در نوامبر ۲۰۰۸ متوقف شد، با عبور قطار کره جنوبی از MDL به کره شمالی از سر گرفته شد.
در ۱۲ دسامبر ۲۰۱۸، نظامیان هر دو کره برای اولین بار در تاریخ از MDL به کشورهای مخالف عبور کردند تا حذف پست‌های نگهبانی «خط مقدم» را تأیید کنند.